# François Thureau-Dangin

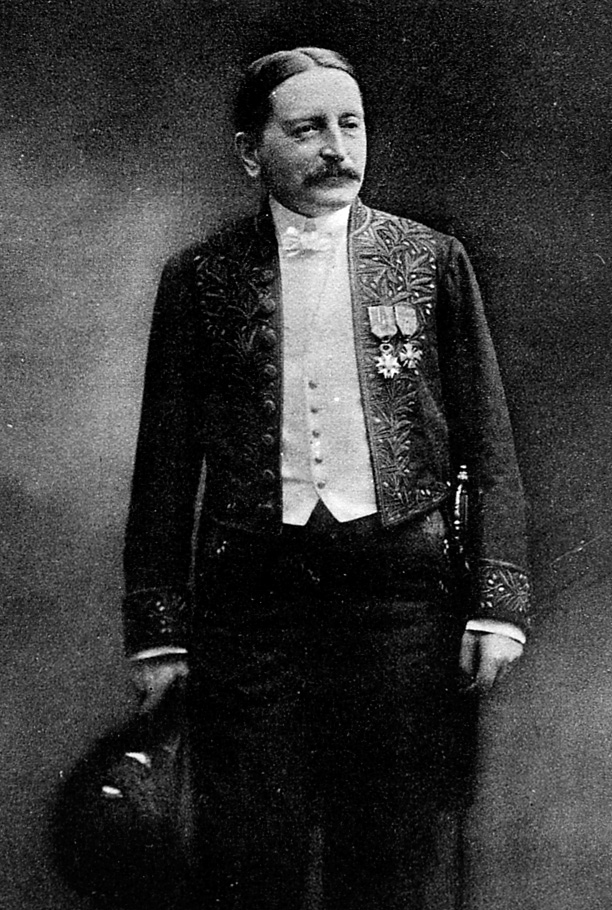
François Thureau-Dangin.

Jean Geneviève François Thureau-Dangin, född den 3 januari 1872 i Paris, död där den 24 februari 1944, var en fransk sumeriolog och assyriolog, son till Paul Thureau-Dangin.
Thureau-Dangin, som var konservator vid den babylonisk-assyriska avdelningen i Louvren, var en av sin tids yppersta forskare på sitt område. Han skrev bland annat Recherches sur l’origine de l'écriture cunéiforme (1898-99), Les inscriptions de Sumer et d’Akkad (samma år), Les cylindres de Gudea (1905), La comptabilité agricole en Chaldée. Nouvelles fouilles des Tello (tillsammans med Gaston Gros och Léon Heuzey, 1903-09), Inventaire des tablettes de Tello, Tome I. Textes de l'époque d’Agadé (1910) och Lettres et contrats de l'époque de la premiere dynastie babylonienne (samma år). Han publicerade "Recueil de tablettes chaldéennes" (1903) och "Une relation de la huitiéme campagne de Sargon" (assyrisk text med fransk översättning, 1913). Thureau-Dangin utgav "Revue d’assyriologie et d’archéologie orientale".